# 디기 시몬스

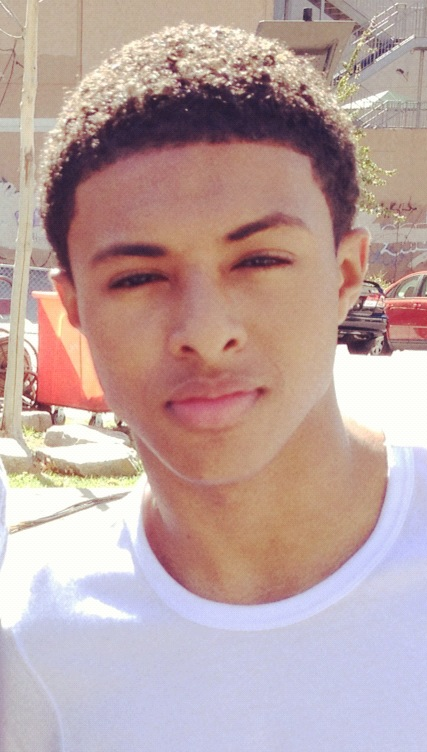

디기 시몬스(Diggy Simmons, 1995년 3월 21일 ~ )는 미국의 배우, 음악 프로듀서, 작곡가, 성우, 영화 프로듀서, 래퍼, 패션 디자이너이다. 퀸스에서 태어났다. 미국의 래퍼이자 가수이자 Run-D.M.C.의 조셉 시몬스의 넷째 자녀이다. 현재 그라운-이시(Grown-ish)에서 더그 에드워즈(Doug Edwards) 역으로 출연한다. 부모와 5명의 형제자매와 함께 MTV 리얼리티 TV 쇼인 런스 하우스(Run's House)에 참여한다. 디기는 또한 루페 피아스코의 짧게 활동한 랩 집단인 올 시티 체스 클럽(All City Chess Club)의 막내 멤버이기도 했다.

## 방송
- 그로운-이시 시즌3